# (82926) Jacquey
Pour les articles homonymes, voir Jacquey.
(82926) Jacquey est un astéroïde de la ceinture principale.

## Description
(82926) Jacquey est un astéroïde de la ceinture principale. Il fut découvert le 25 août 2001 dans le Parc national des Cévennes par l'Observatoire des Pises. Il présente une orbite caractérisée par un demi-grand axe de 2,77 UA, une excentricité de 0,02 et une inclinaison de 4,1° par rapport à l'écliptique.

## Compléments